# Лінецький Олександр Васильович
Лінецький Олександр Васильович (23 березня 1884, Одеса — 30 листопада 1953, Харків) — український архітектор.
Навчався в І-й казенній гімназії в Кам'янці-Подільському. Працював у Красноярську (1907—1913 рр.), Ачинську (1908—1913 рр.), Омську (1914—1921 рр.), Харкові (1922—1933 рр. та 1938—1947 рр.), у Києві (1936—1938 рр.). У 1938—1947 роках викладав у Харківському інституті інженерів комунального будівництва.

## Вибрані проєкти
Автор 20 будівельних споруд у Харкові, багато з яких вважаються пам'ятками архітектури.
- Торгівельна біржа, Харків, майдан Конституції, 13 (1925—1926)[4]. Охоронний № 7120-Ха.
- Новий пасаж, Харків, майдан Конституції, 9 (добудова, 1925—1937). Охоронний № 7117-Ха.
- Центральний універмаг, Харків, Павлівський майдан, 1/3 (реконструкція, 1932)[5][6] — один з перших універмагів в Україні[7] Охоронний № 7275-Ха.
- Палац піонерів та жовтенят, Харків, вулиця Сумська, 37 (реконструкція, керівник групи архітекторів і художників, 1935) — перший дитячий заклад подібного типу в країні та у світі. Охоронний № 3296-Ха.
- Друга міська лікарня (1925—1927), Харків, проспект Героїв Харкова, 197 (Співавтор Естрович В. А.). Охоронний № 7256-Ха.
- Житловий будинок «Комунар»[8] (1932), Харків, вулиця Гіршмана, 17 (Співавтор Богомолов В. І.). Охоронний № 7043-Ха.
- Житловий будинок артистів оперного театру, Київ, вулиця Євгена Чикаленка, 20 А (співавтор з Я. Штейнберг, О. Смик, С.  Барзилович, Г.  Благодатний, 1936—1939)[9]. В ньому мешкали видатні діячі сцени: у 1938—1965 рр. — З. М. Гайдай, у 1938—1966 рр. — М. І. Литвиненко-Вольгемут, у 1938—1947 рр. — М. В. Смолич; у 1946—1968 рр. — художник О. В. Хвостенко-Хвостов.

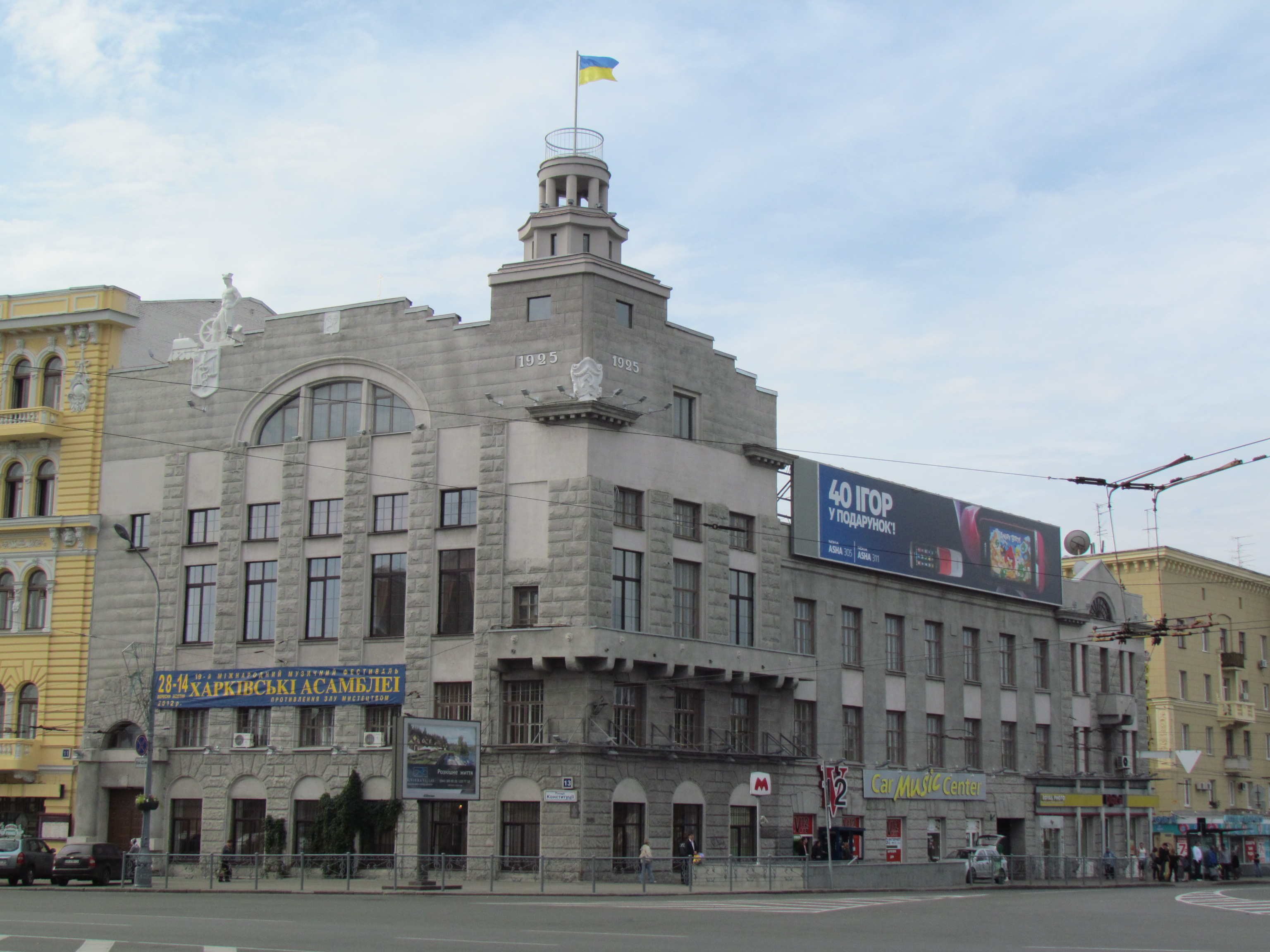
Торговельна біржа. Харків. 1926 р.
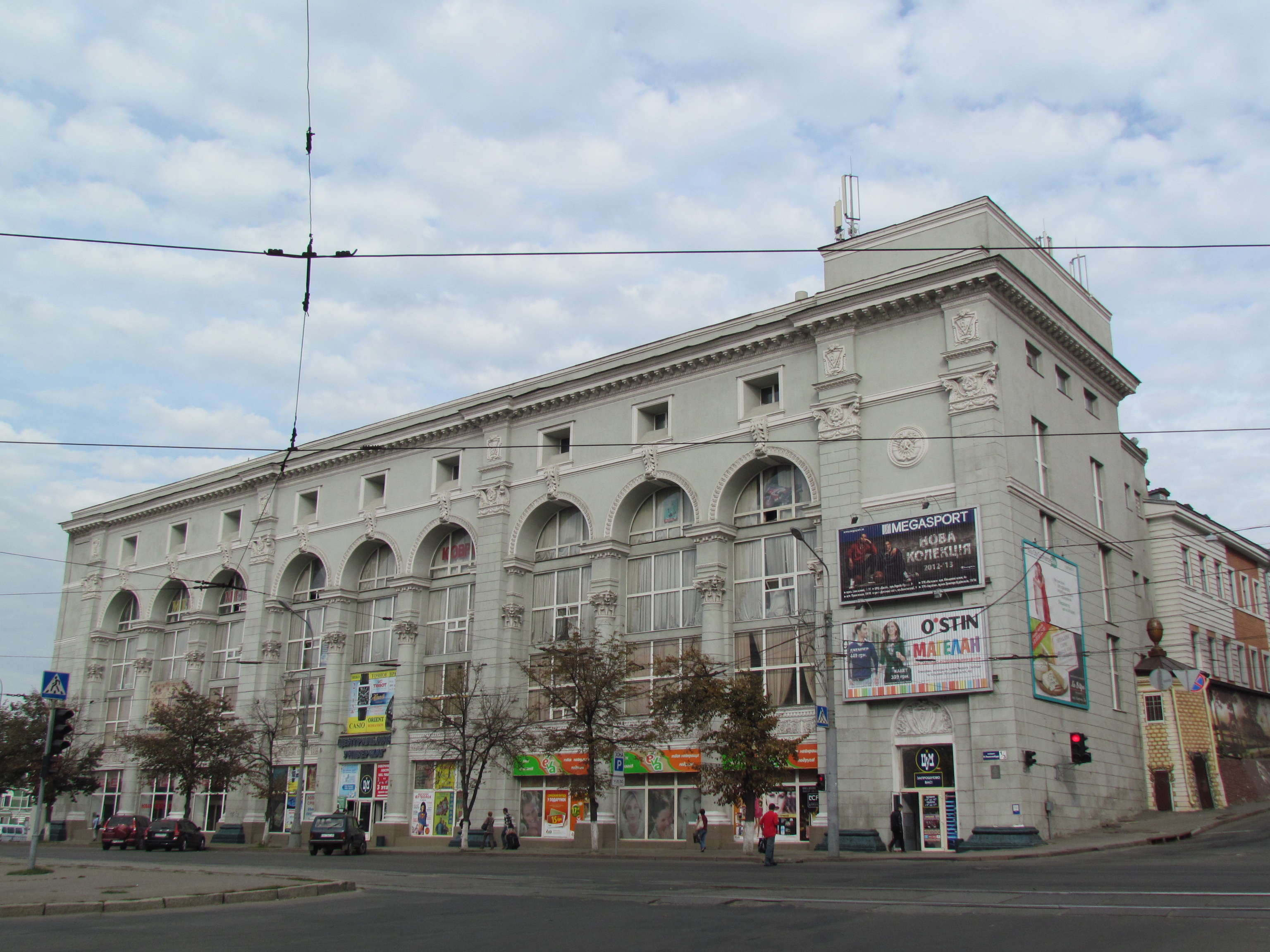
Центральний універмаг. Харків. 1932  р.
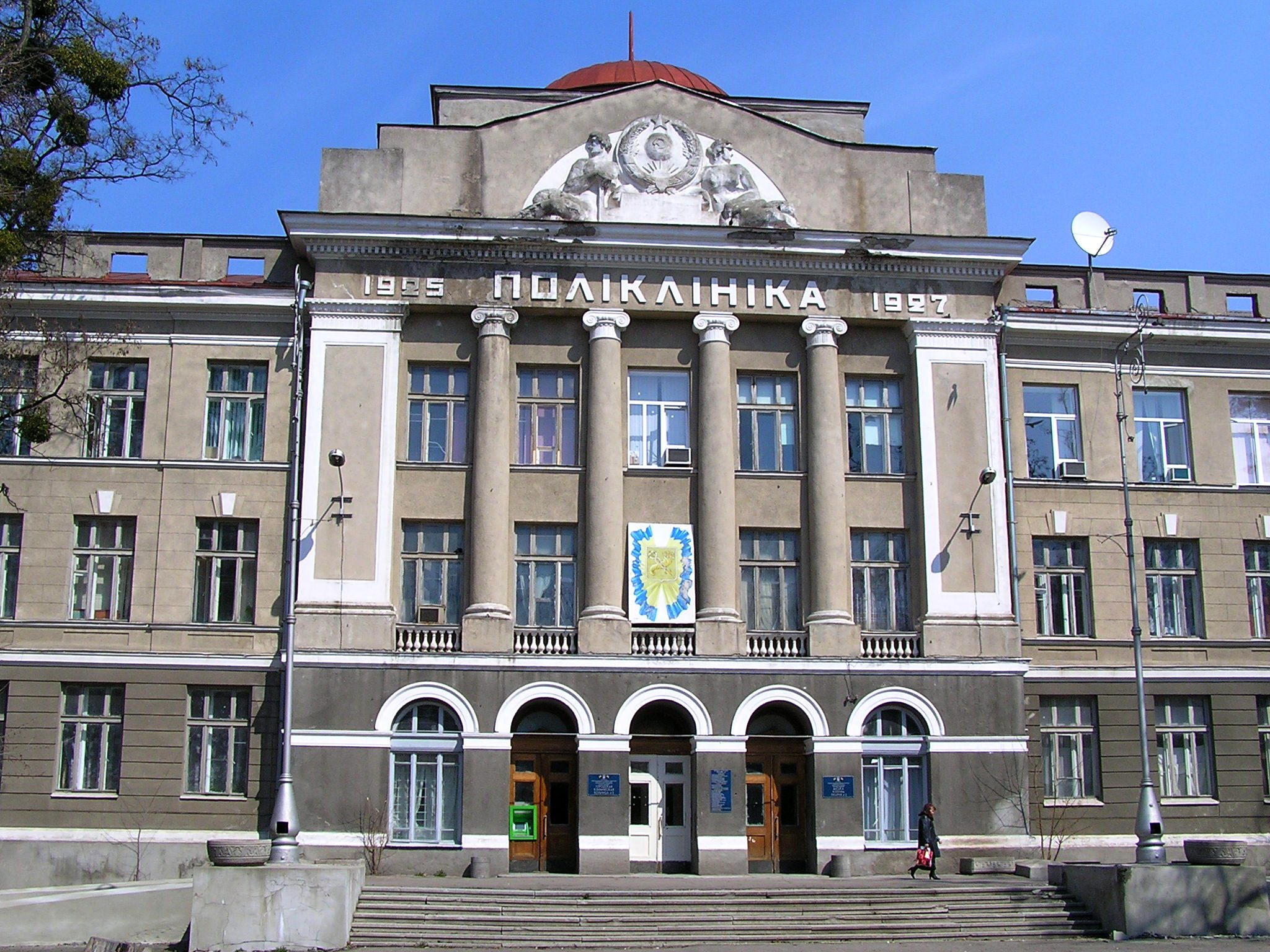
Друга міська лікарня, Харків. 1927 р.
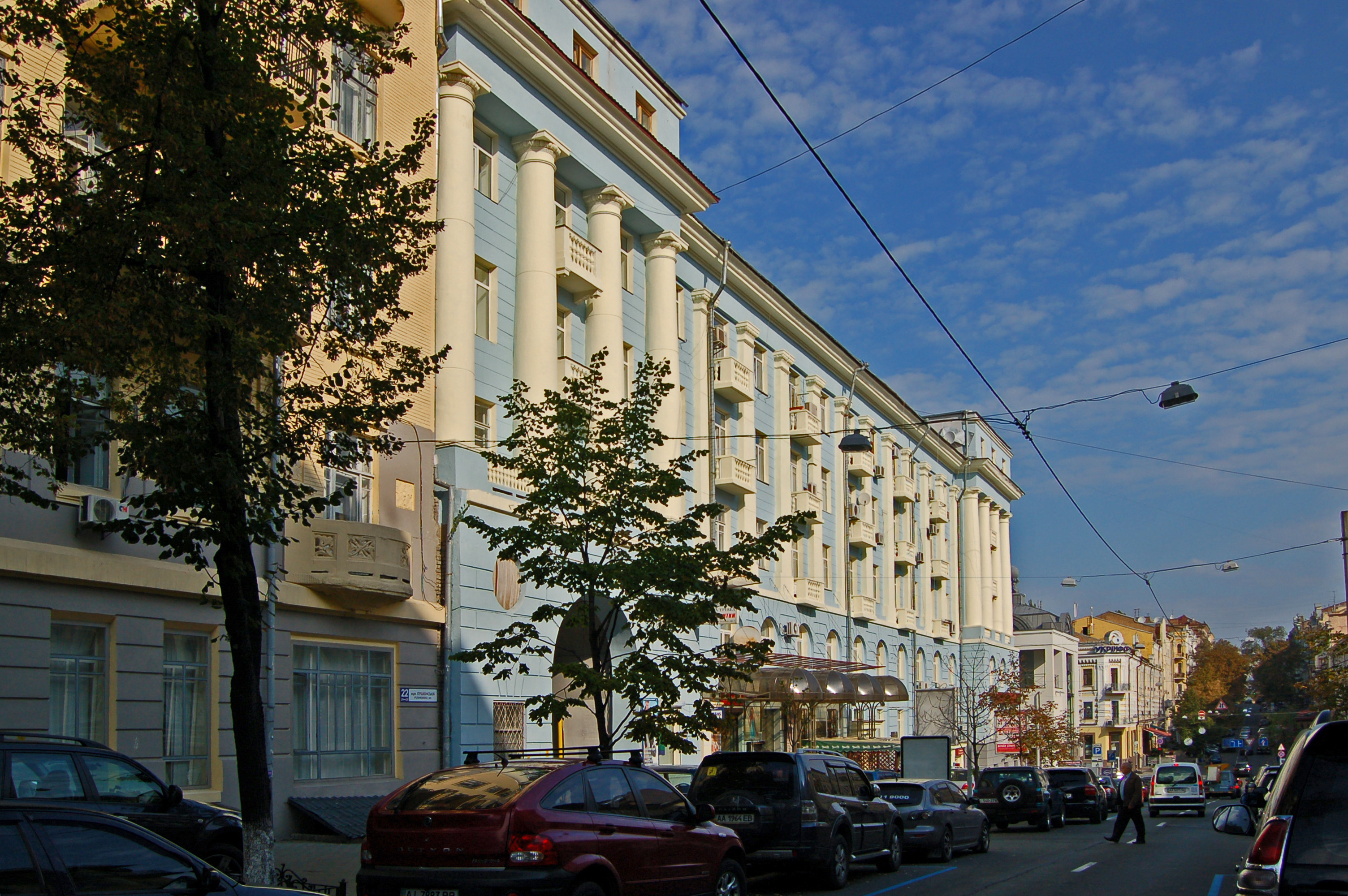
Будинок житловий артистів оперного театру. Київ. 1938 р.
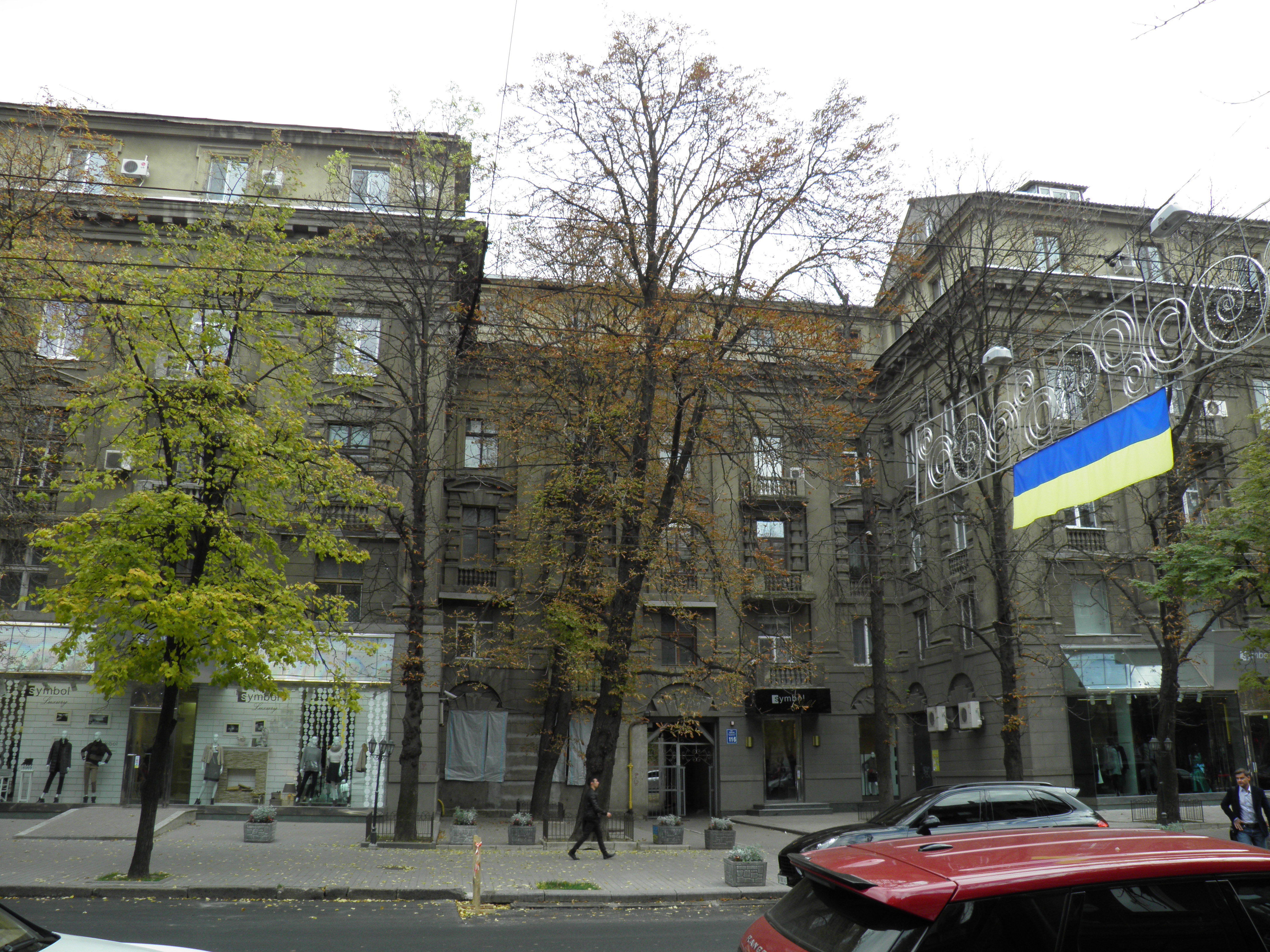
Житловий будинок «Південсталь». Харків. 1928 р.
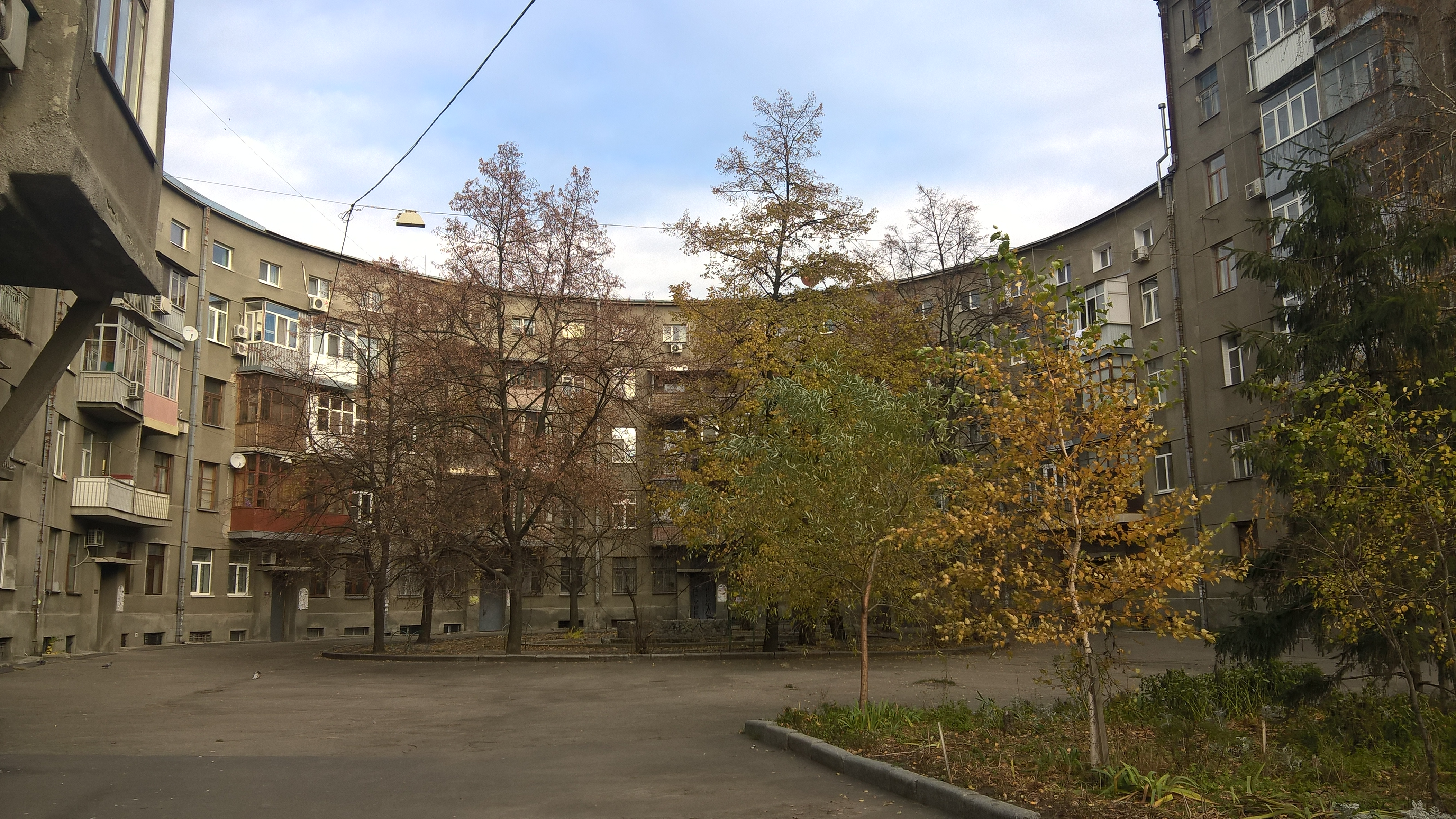
Житловий будинок «Комунар». Харків. 1932 р.